# Cyrtanthus erubescens
Cyrtanthus erubescens är en amaryllisväxtart som beskrevs av Killick. Cyrtanthus erubescens ingår i släktet Cyrtanthus, och familjen amaryllisväxter.
Artens utbredningsområde är KwaZulu-Natal. Inga underarter finns listade i Catalogue of Life.